# Arthur Brehmer
Arthur Brehmer (* 8. Februar 1858 in Triest; † 31. Jänner 1924) war ein österreichischer Journalist, Herausgeber und Schriftsteller. Er gründete eine Reihe von Zeitungen, die jedoch überwiegend erfolglos waren, und veröffentlichte 132 Romane unter 27 Pseudonymen (darunter Robby Jones und Charles Blunt).
Er war der Mitbegründer der 1898 erstmals erschienenen Berliner Morgenpost und gab 1910 die utopische Essay-Sammlung Die Welt in hundert Jahren heraus, in der der amerikanische Journalist Robert Sloss das Mobiltelefon vorhersagte. Sie wurde 2010 in Deutschland in der Kategorie Überraschung zum Wissenschaftsbuch des Jahres gewählt.

## Leben

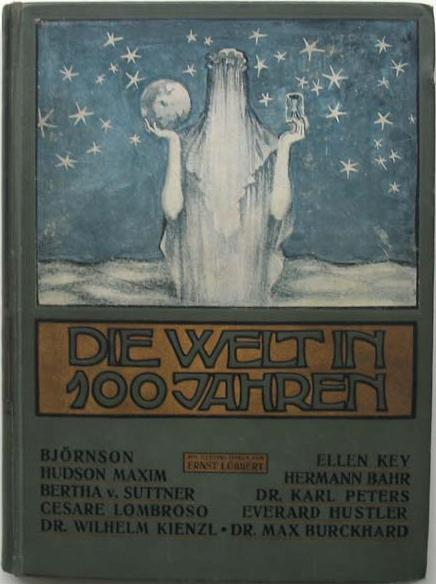
Cover der Originalausgabe Die Welt in 100 Jahren

### Herkunft und Ausbildung
Arthur Brehmer wurde 1858 in dem damals zu Österreich gehörenden Triest geboren. Seine Mutter war die Schriftstellerin Antonie Brehmer-Gaffron, sein Vater der Geheime Generalinspektor Theodor Brehmer, der in erster Ehe mit Brehmer-Gaffrons Schwester verheiratet war. Brehmer hatte drei Geschwister, seine Schwester Octavia war die Mutter des Lyrikers Theodor Däubler, von dem ein Manuskript aus den 1920er Jahren für einen geplanten Roman über das Leben seines Onkels Arthur erhalten ist. Brehmers Tante war die Schriftstellerin Auguste Hyrtl, sein Onkel der Anatom Joseph Hyrtl.

### Ausbildung und Tätigkeit als Journalist
Arthur Brehmer studierte Medizin und Philosophie in Leipzig, Heidelberg, Graz, Innsbruck und Triest. Er war als Redakteur des Triester Tagblatt, als Herausgeber der Revue Von Pol zu Pol und als Schriftleiter der Wiener Allgemeinen Zeitung tätig.
Anlässlich der Geburtstagsfeiern für Kaiser Franz Joseph I. kam es 1883 in mehreren Städten zu Unruhen, darunter auch in Triest („Triester Exzesse“). Arthur Brehmer wurde in seiner Eigenschaft als Mitarbeiter des Triester Tagblatts zur Zielscheibe des Volkszorns. Er wurde am 19. August 1883 von etwa 50 „Burschen“ auf der Straße überfallen und schwer verwundet. Die Täter zogen danach vor das Zeitungsgebäude, ließen „daselbst demonstrative Rufe erschallen und versuchten in die Redaktion einzudringen“.
Am 24. Juli 1893 begann vor dem Wiener Landesgericht gegen Moriz Ehrenfeld, den Herausgeber des Wochenblattes Die Gesellschaft, sowie seine beiden Mitarbeiter Ferdinand Mautner und Arthur Brehmer unter Ausschluss der Öffentlichkeit ein Prozess „wegen Vergehens gegen die Sittlichkeit“. Brehmer war als „Verfasser der incriminirten Artikel (nur einer derselben ist aus einer Budapester pornographischen Zeitschrift abgedruckt)“ angeklagt. Im Verlaufe des Prozesses gestand er, die betreffenden Artikel aus französischen Blättern übersetzt und umgearbeitet zu haben. Arthur Brehmer gab außerdem an, dass „er wegen Uebertretungen des Preßgesetzes wiederholt bestraft sei“. Brehmer wurde zu vier Monaten Arrest verurteilt.
Brehmer, der später Feuilletonredakteur bei der zum Ullstein Verlag  gehörenden Berliner Zeitung war, war – seit der Gründung der Berliner Morgenpost 1898 durch Leopold Ullstein – bis 1900 ihr erster Chefredakteur. Sein Erfolg war auf „die Pflege der Recherche, de[n] Sinn für Aktualität und de[n] Instinkt für alles Sensationelle“ zurückzuführen. Unter seiner Leitung erreichte die Zeitung bereits nach zwei Monaten 40.000 Abonnenten, nach drei Jahren (im Jahre 1900) 250.000 – eine Auflage, die bis dahin noch keine Tageszeitung in Berlin erreicht hatte.  Auch für die Berliner Illustrirte Zeitung,  ebenso aus dem Ullstein Verlag, verfasste Brehmer Beiträge.
Sein Erfolgsrezept war, den Schwerpunkt auf Lokal- und Boulevardjournalismus zu setzen. Brehmer selbst war als streitbarer Freigeist bekannt, der auch gerne Zeitungsenten veröffentlichte und seiner journalistischen Tätigkeit fast ausschließlich in einem Berliner Kaffeehaus nachging, während sich in seinem Büro die Korrespondenz stapelte.
Trotz des sensationellen Erfolges der Berliner Morgenpost wurde Brehmer jedoch auf Grund diverser Undiszipliniertheiten im Jahr 1900 von seinem Verleger Hermann Ullstein entlassen.
Im Jahre 1901 versuchte er sich in Berlin an einer Zeitungsgründung mit drei Ausgaben (am Morgen, Mittag und Abend) des Morgen. Er „scheiterte aber an der Unzulänglichkeit der Mittel. Sowohl Drucker als Papierlieferant, aber auch Mitarbeiter erfuhren hiedurch Schädigungen. Brehmer soll zur Zeit unauffindbar sein.“
Arthur Brehmer ging nach Wien, wo er zusammen mit Friedrich Salomon Krauss ab 1903 Herausgeber der Zeitschrift Die Kunst wurde.
Am 1. März 1906 wurde er Chefredakteur des Deutschen Blatts in Berlin. Die schon länger existierende, aber auflagenschwache Publikation sollte unter seiner Leitung „zu einer illustrierten Zeitung großen Stils ausgestaltet werden“. Es war ihm gelungen, zahlreiche Redakteure und Illustratoren einzustellen, die teilweise von August Scherl sowie und Ullstein abgeworben worden waren. Zur Werbung diente u. a. eine Gratisverteilung der neuen Zeitung. Das Projekt endete jedoch nach der vierten Ausgabe in einem finanziellen Desaster. Brehmer wurde daraufhin am 5. März fristlos entlassen.
1906 verfasste Arthur Brehmer Essays über den Genuss von Haschisch.
1923 erhielt Herrmann Ullstein die Nachricht vom Tod Brehmers, woraufhin in der Berliner Morgenpost ein wohlwollender Nachruf veröffentlicht wurde. Anschließend schrieb Brehmer: „Habe nur wissen wollen, was die Leute von mir denken. Ich lebe noch.“ Brehmer starb angeblich zwei Wochen später.
In Wirklichkeit starb er jedoch am 31. Jänner 1924 und wurde am 5. Februar im Wiener Krematorium eingeäschert. Dass der 1. Dezember 1923 als Todesdatum und Eichgraben als Todesort genannt wird, geht darauf zurück, dass er wenige Wochen vor seinem Tod „seine eigenen Todesanzeigen verschickte, um sich mit der Welt einen Witz zu machen“.

### Tätigkeit als Schriftsteller und Herausgeber
Brehmer publizierte 132 Romane unter 29 Pseudonymen, darunter mehrere utopische Romane und Erzählungen.  Er benutzte unter anderem die Pseudonyme Robby Jones, Charles Blunt und Karl von Riegersheim.
1884 veröffentlichte er in Zusammenarbeit mit seiner Mutter den Gedichtband Aus der Fremde. 1899 veröffentlichte er unter dem Pseudonym Charles Blunt, zusammen mit dem österreichischen Populärwissenschaftler Rudolf Falb, den humoristischen Zukunftsroman Der Weltuntergang, in dem der Protagonist einen künstlichen Planeten konstruiert, um seine Ehe zu retten.
Im Jahre 1898 gab er die 700-seitige Dokumentation Am Hofe Kaiser Wilhelm II. heraus. Sie erschien im Neuen Verlag, dessen Teilhaber Brehmer war.
Im Jahre 1910 brachte Brehmer die utopische Anthologie Die Welt in 100 Jahren heraus, die ein zeitgenössischer Bestseller war. In ihm schrieben 23 namhafte Autoren aus Politik, Wissenschaft und Literatur, unter anderem Hermann Bahr, Ellen Key und Bertha von Suttner, Essays über ihre Vision der Welt im Jahre 2010. Sie schrieben über die allgemeinen politischen Verhältnisse, gesellschaftliche Lebensformen und Geschlechterrollen, militärische Zukunftsentwürfe und Friedenswelten bis hin zu technologischen Entwicklungen. Die Illustrationen stammten von Ernst Lübbert.

Der Journalist Robert Sloss sagte in seinem Essay Das drahtlose Jahrhundert unter anderem Onlineshopping und das Mobiltelefon voraus: 
„Die Bürger der drahtlosen Zeit werden überall mit ihrem ‚Empfänger‘ herumgehen, einerlei, wo er auch sein wird, er wird bloß den ‚Stimm-Zeiger‘ auf die betreffende Nummer einzustellen brauchen, die er zu sprechen wünscht, und der Gerufene wird sofort seinen Hörer vibrieren oder das Signal geben können, wobei es in seinem Belieben stehen wird, ob er hören oder die Verbindung abbrechen will […] Sobald die Erwartungen der Sachverständigen auf drahtlosem Gebiet erfüllt sein werden, wird jedermann sein eigenes Taschentelephon haben, durch welches er sich, mit wem er will, wird verbinden können, einerlei, wo er auch ist, ob auf der See, ob in den Bergen, ob in seinem Zimmer, oder auf dem dahinsausenden Eisenbahnzuge, dem dahinfahrenden Schiffe, dem durch die Luft gleitenden Aeroplan, oder dem in der Tiefe der See dahinfahrenden Unterseeboot. Überall wird er mit der übrigen Welt verbunden sein, mit ihr sprechen und sich mit ihr verständigen können, und er wird sie sehen, wenn er sie sehen will, und sei er auch tausend Fuß tief unter der Erde oder unter dem Spiegel des Ozeans, und wird gesehen werden in jeder, auch in der kleinsten seiner Bewegungen.“
Im Jahre 1916 veröffentlichte er ein Kochbuch Der neue Weg, in dem angesichts des Mangels infolge des Ersten Weltkriegs Rezepte zur „Fleisch-Fett-Fischlosen Kriegs-Koch-Kunst“ enthalten waren:

„Bei der Fülle der existierenden Kochbücher erscheint es wahrlich nicht leicht, etwas Neues zu bringen. Und doch ist dies Arthur Brehmer unzweifelhaft gelungen. Seiner Feder verdanken wir aus anderen literarischen Gebieten schon viele und tiefe Genüsse. Daß er aber nicht nur Romane, Novellen und Feuilletons zu schreiben versteht, sondern auch ein Feinschmecker und Koch-Sachverständiger ist, ersehen wir mit Vergnügen aus dem kleinen Kochbuch ‚F K‘ . Von allen europäischen Rezepten ist für den Sonderfall der fett- und fleischlosen Zeit das Beste und leicht Ausführbare gewählt, wobei es nicht an Ueberraschungen fehlt. Was dem Büchlein aber einen ganz besonderen Reiz verleiht, ist sein außerordentlich ansprechender Plauderton, der, populär im besten Sinne, zu all den sehr originellen Kochvorschriften den Humor als Extrawürze fügt.“

1918 folgte der von Brehmer allein verfasste phantastische Sammelband Die Geisterschar der Dschungeln in der Heftreihe Kürschners Bücherschatz.
Im Jahre 2010 wurde Die Welt in 100 Jahren zum Wissenschaftsbuch des Jahres in der Kategorie „Überraschung“ gewählt.

### Trivia
Arthur Brehmer unternahm im Sommer 1899 mit seiner Frau eine Fahrt von Berlin nach Paris mit dem Automobil.
Am 26. Juli 1900 verunglückte er, als er sich im Berliner Café Keck aufhielt. Während er schrieb, fiel eine von Arbeitern benutzte Leiter in einen Spiegel. Er wurde durch die herumfliegenden Scherben schwer verletzt und blutüberströmt in eine Rettungswache gebracht, wo eine Kopfwunde genäht werden musste.

## Werke (Auswahl)
- Robby Jones. In: (Grazer) Tagespost, 9. November 1877, S. 2–3 (online bei ANNO).
- Seine Frau!. In: (Grazer) Tagespost, 13. November 1877, S. 1–2 (online bei ANNO). (Teil 1)
- Seine Frau!. In: (Grazer) Tagespost, 14. November 1877, S. 1–2 (online bei ANNO). (Teil 2)
- Feuilleton. Der jüngste amerikanische Poet. In: Leitmeritzer Wochenblatt, 14. November 1877, S. 1 (online bei ANNO).
- Ich. In: Wiener Allgemeine Zeitung, 26. September 1888, S. 5 (online bei ANNO). (Zeitungsabdruck Teil 1 als Übersetzer eines Romans von Robby Jones; Folgeteile in weiteren Ausgaben der Wiener Allgemeinen Zeitung.)
- Der Ring des Polykrates. Eine Skizze aus Venedig. In: Extrapost, 13. Februar 1893, S. 7 (online bei ANNO).
- Feuilleton. Bei Leoncavallo. In: Österreichisch-ungarische Badezeitung, 13. Mai 1894, S. 1–3 (online bei ANNO).
- Feuilleton. Von den Minnehöfen der Königin Margherita. In: Grazer Tagblatt, 3. Juni 1894, S. 1 (online bei ANNO).
- Feuilleton. Das Mädchen von Dinant. In: Bukowinaer Post, 19. September 1899, S. 1 (online bei ANNO).
- Drea's Frau (Theaterstück als Übersetzung eines Werkes von Gerolamo Rovetta; Uraufführung im Mai 1901 an der Deutschen Genossenschaftsbühne in Berlin; eine Komödie, die „ihrer grellen und crassen Effekte wegen abstieß“.)[48]
- Der neue Weg. FK (Fleisch-Fett-Fischlose Kriegs-Koch-Kunst). Arthur Collignon Verlag, Berlin 1916.[42]